# Длинная линия
Длинная линия — модель линии передачи, продольный размер (длина) которой превышает длину волны, распространяющейся в ней (либо сравнима с длиной волны), а поперечные размеры (например, расстояние между проводниками, образующими линию) значительно меньше длины волны.
С точки зрения теории электрических цепей длинная линия относится к четырёхполюсникам. Характерной особенностью длинной линии является проявление интерференции двух волн, распространяющихся навстречу друг другу. Одна из этих волн создается подключенным ко входу линии генератором электромагнитных колебаний и называется падающей. Другая волна называется отражённой и возникает из-за частичного отражения падающей волны от нагрузки, подключенной к выходу (противоположному генератору концу) линии. Всё разнообразие колебательных и волновых процессов, происходящих в длинной линии, определяется соотношениями амплитуд и фаз падающей и отраженной волн. Анализ процессов упрощается, если длинная линия является регулярной, то есть такой, у которой в продольном направлении неизменны поперечное сечение и электромагнитные свойства (εr, μr, σ) заполняющих сред.

## Дифференциальные уравнения длинной линии

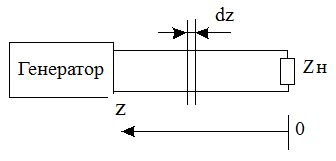
Двухпроводная длинная линия
Z_{Н} = R_{Н} + iX_{Н} — комплексное сопротивление нагрузки;
z — продольная координата линии, отсчитываемая от места подключения нагрузки.

### Первичные параметры
Из электродинамики известно, что линия передачи может быть охарактеризована её погонными параметрами:
- R1 — погонное сопротивление металла проводов, Ом/м;
- G1 — паразитная, параллельная(источник термина ) погонная(продольная, аддитивная) проводимость диэлектрика линии,1/Ом·м или См/м; ,- погонная вдоль линии, ортогонально токам утечки через диэлектрик, в противовес g[Cм·м] - проводимости погонной,приведённой к единице длины паразитного тока, текущего через диэлектрик линии(поперечно-погонной проводимости изолятора линии)!
- L1 — погонная индуктивность Гн/м;
- C1 — погонная ёмкость Ф/м;
- {\displaystyle Z_{1}=R_{1}+i\omega L_{1}}
- {\displaystyle Y_{1}=G_{1}+i\omega C_{1}}

Погонные сопротивление  и проводимость G1 зависят от проводимости материала проводов и качества диэлектрика, окружающего эти провода, соответственно. Согласно закону Джоуля — Ленца, чем меньше тепловые потери в металле проводов и в диэлектрике, тем меньше погонное сопротивление металла R1 и меньше погонная проводимость диэлектрика G1. (Уменьшение активных потерь в диэлектрике означает увеличение его сопротивления, так как активные потери в диэлектрике — это токи утечки. Для модели используется обратная величина — погонная проводимость G1.)
Погонные индуктивность L1 и ёмкость C1 определяются формой и размерами поперечного сечения проводов, а также расстоянием между ними.
А {\displaystyle Z_{1}} и {\displaystyle Y_{1}} — погонные комплексные сопротивление и проводимость линии, зависящие от частоты {\displaystyle \omega }.
Выделим из линии элементарный участок бесконечно малой длины dz и рассмотрим его эквивалентную схему.

### Эквивалентная схема участка длинной линии

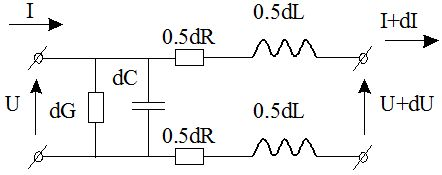
Эквивалентная схема участка длинной линии. Стрелками обозначены направления отсчета напряжения U и тока I в линии; dU и dI — приращения напряжения и тока в линии на элементе длины dz

Значения параметров схемы определяются соотношениями:
| {\displaystyle {\begin{cases}dR=R_{1}dz;\\dG=G_{1}dz;\\dL=L_{1}dz;\\dC=C_{1}dz;\\\end{cases}}} | (1) |

Используя эквивалентную схему, запишем выражения для приращений напряжения и тока:
{\displaystyle {\begin{cases}dU=-I(dR+i\omega dL)\\dI=-U(dG+i\omega dC)\\\end{cases}}}
Подставляя сюда значения параметров схемы из (1), получаем:
{\displaystyle {\begin{cases}dU=-IZ_{1}dz\\dI=-UY_{1}dz\\\end{cases}}}
Из последних соотношений находим дифференциальные уравнения линии. Эти уравнения определяют связь между током и напряжением в любом сечении линии и называются телеграфными уравнениями длинной линии:

### Телеграфные уравнения
| {\displaystyle {\begin{cases}{\frac {dU}{dz}}=-IZ_{1}\\{\frac {dI}{dz}}=-UY_{1}\\\end{cases}}} | (2) |

### Следствия
Решим телеграфные уравнения относительно напряжения и тока. Для этого продифференцируем их по z:
| {\displaystyle {\begin{cases}{\frac {d^{2}U}{dz^{2}}}=-{\frac {dI}{dz}}Z_{1}\\{\frac {d^{2}I}{dz^{2}}}=-{\frac {dU}{dz}}Y_{1}\\\end{cases}}} | (3) |

При этом учтем условие регулярности линии:

### Условие регулярности линии
| {\displaystyle {\begin{cases}{\frac {dZ_{1}}{dz}}=0\\{\frac {dY_{1}}{dz}}=0\\\end{cases}}} | (4) |

Данные соотношения являются математическим определением регулярности длинной линии. Смысл соотношения (4) состоит в неизменности вдоль линии её погонных параметров.
Подставляя в (3) значения производных напряжения и тока из (2), после преобразований получаем:

### Однородные волновые уравнения длинной линии
| {\displaystyle {\begin{cases}{\frac {d^{2}U}{dz^{2}}}-\gamma ^{2}U=0\\{\frac {d^{2}I}{dz^{2}}}-\gamma ^{2}I=0\\\end{cases}}}, | (5) |

где {\displaystyle \gamma ={\sqrt {Z_{1}Y_{1}}}} — коэффициент распространения волны в линии.
Соотношения (5) называются однородными волновыми уравнениями длинной линии. Их решения известны и могут быть записаны в виде:
| {\displaystyle {\begin{cases}U=B_{U}e^{\gamma z}+A_{U}e^{-\gamma z}\\I=B_{I}e^{\gamma z}+A_{I}e^{-\gamma z}\\\end{cases}}}, | (6) |

где AU, BU и AI, BI — коэффициенты, имеющие единицы измерения напряжения и тока соответственно, смысл которых будет ясен ниже.
Решения волновых уравнений в виде (6) имеют весьма характерный вид: первое слагаемое в этих решениях представляет собой  отраженную волну напряжения или тока, распространяющуюся от нагрузки к генератору, второе слагаемое —  падающую  волну, распространяющуюся  от генератора к нагрузке. Таким образом, коэффициенты AU, AI представляют собой комплексные амплитуды падающих волн напряжения и тока соответственно, а коэффициенты BU, BI — комплексные амплитуды отраженных волн напряжения и тока соответственно. Так как часть мощности, передаваемой по линии, может поглощаться в нагрузке, то амплитуды отраженных волн не должны превышать амплитуды падающих:
{\displaystyle |B_{U}|\leqslant |A_{U}|}
{\displaystyle |B_{I}|\leqslant |A_{I}|}
Направление распространения волн в (6) определяется знаком в показателях степени экспонент: плюс — волна распространяется в отрицательном направлении оси z; минус — в положительном направлении оси z (см. рис. 1). Так, например, для падающих волн напряжения и тока можно записать:
| {\displaystyle {\begin{cases}U_{\Pi }=A_{U}e^{-\gamma z}\\I_{\Pi }=A_{I}e^{-\gamma z}\\\end{cases}}}, | (7) |

Коэффициент распространения волны в линии γ в общем случае является комплексной величиной и может быть представлен в виде:
| {\displaystyle \gamma ={\sqrt {Z_{1}Y_{1}}}={\sqrt {(R_{1}+i\omega L_{1})(G_{1}+i\omega C_{1})}}=\alpha +i\beta }, | (8) |

где α — коэффициент затухания волны в линии; β — коэффициент фазы. Тогда соотношение (7) можно переписать в виде:
| {\displaystyle {\begin{cases}U_{\Pi }=A_{U}e^{-\alpha z}e^{-i\beta z}\\I_{\Pi }=A_{I}e^{-\alpha z}e^{-i\beta z}\\\end{cases}}}. | (9) |

Так как при распространении падающей волны на длину волны в линии λЛ фаза волны изменяется на 2π, то коэффициент фазы можно связать с длиной волны λЛ соотношением
| {\displaystyle \beta ={\frac {2\pi }{\lambda _{\Lambda }}}}. | (10) |

При этом фазовая скорость волны в линии VФ определяется через коэффициент фазы:
| {\displaystyle V_{\Phi }={\frac {\omega }{\beta }}}. | (11) |

Определим коэффициенты A и B, входящие в решения (6) волновых уравнений, через значения напряжения UН и тока IН на нагрузке. Это является оправданным, так как напряжение и ток на нагрузке практически всегда можно измерить с помощью измерительных приборов. Воспользуемся первым из телеграфных уравнений (2) и подставим в него напряжение и ток из (6). Тогда получим:
{\displaystyle A_{U}\gamma e^{-\gamma z}-B_{U}\gamma e^{\gamma z}=Z_{1}(A_{I}e^{-\gamma z}+B_{I}e^{\gamma z})}
Сравнив коэффициенты при экспонентах с одинаковыми показателями степеней, получим:
| {\displaystyle {\begin{cases}A_{I}={\frac {A_{U}}{W}}\\B_{I}=-{\frac {B_{U}}{W}}\\\end{cases}}}, | (12) |

где {\displaystyle W={\sqrt {\frac {Z_{1}}{Y_{1}}}}} — волновое сопротивление линии.
Перепишем (6) с учётом (12):
| {\displaystyle {\begin{cases}U=A_{U}e^{-\gamma z}+B_{U}e^{\gamma z}\\I={\frac {A_{U}e^{-\gamma z}-B_{U}e^{\gamma z}}{W}}\\\end{cases}}}. | (13) |

Для определения коэффициентов A и B в этих уравнениях воспользуемся условиями в начале линии z = 0:
{\displaystyle {\begin{cases}U(z=0)=U_{H}\\I(z=0)=I_{H}\\\end{cases}}}.
Тогда из (13) при z = 0 найдем
| {\displaystyle {\begin{cases}A_{U}={\tfrac {1}{2}}(U_{H}+I_{H}W)\\B_{U}={\tfrac {1}{2}}(U_{H}-I_{H}W)\\\end{cases}}}, | (14) |

Подставив полученные значения коэффициентов из (14) в (13), после преобразований получим:
| {\displaystyle {\begin{cases}U=U_{H}\operatorname {ch} (\gamma z)-I_{H}W\operatorname {sh} (\gamma z)\\I=I_{H}\operatorname {ch} (\gamma z)-{\frac {U_{H}}{W}}\operatorname {sh} (\gamma z)\\\end{cases}}}. | (15) |

При выводе (15) учтены определения гиперболических синуса и косинуса.
Соотношения для напряжения и тока (15) так же, как и (6), являются решениями однородных волновых уравнений. Их отличие состоит в том, что напряжение и ток в линии в соотношении (6) определены через амплитуды падающей и отраженной волн, а в (15) — через напряжение и ток на нагрузке.
Рассмотрим простейший случай, когда напряжение и ток в линии определяются только падающей волной, а отраженная волна отсутствует. Тогда в (6) следует положить BU = 0, BI = 0:
{\displaystyle {\begin{cases}U=A_{U}e^{-\alpha z}e^{-i\beta z}\\I=A_{I}e^{-\alpha z}e^{-i\beta z}\\\end{cases}}}.

### Распределение поля падающей волны

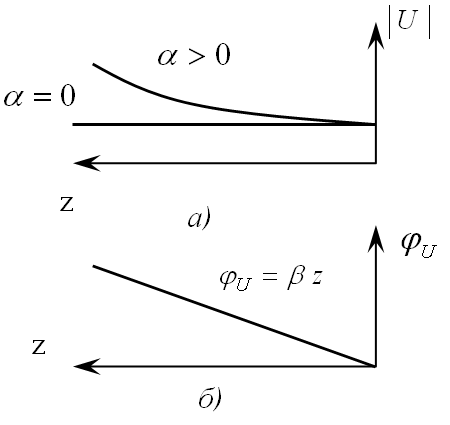
Рис.3. Эпюры напряжений падающей волны в длинной линии. а) амплитуда; б) фаза

На рис.3. представлены эпюры изменения амплитуды |U| и фазы φU напряжения вдоль линии. Эпюры изменения амплитуды и фазы тока имеют такой же вид. Из рассмотрения эпюр следует, что при отсутствии в линии потерь (α = 0) амплитуда напряжения в любом сечении линии остается одной и той же. При наличии потерь в линии (α > 0) часть переносимой мощности преобразуется в тепло (нагревание проводов линии и окружающего их диэлектрика). По этой причине амплитуда напряжения падающей волны экспоненциально убывает в направлении распространения.
Фаза напряжения падающей волны φU = β z изменяется по линейному закону и уменьшается по мере удаления от генератора.
Рассмотрим изменение амплитуды и фазы, например, напряжения при наличии падающей и отраженной волн. Для упрощения положим, что потери в линии отсутствуют, то есть α = 0. Тогда напряжение в линии можно представить в виде:
| {\displaystyle U=A_{U}e^{-i\beta z}+B_{U}e^{i\beta z}=A_{U}(e^{-i\beta z}+\Gamma e^{i\beta z})}, | (16) |

где {\displaystyle \Gamma =B_{U}/A_{U}} — комплексный коэффициент отражения по напряжению.

## Комплексный коэффициент отражения по напряжению
Характеризует степень согласования линии передачи с нагрузкой. Модуль коэффициента отражения изменяется в пределах: {\displaystyle 0\leqslant |\Gamma |\leqslant 1}
- | Г | = 0, если отражения от нагрузки отсутствуют и BU = 0[6];
- | Г | = 1, если волна полностью отражается от нагрузки, то есть {\displaystyle |A_{U}|=|B_{U}|};

Соотношение (16) представляет собой сумму падающей и отраженной волн. 

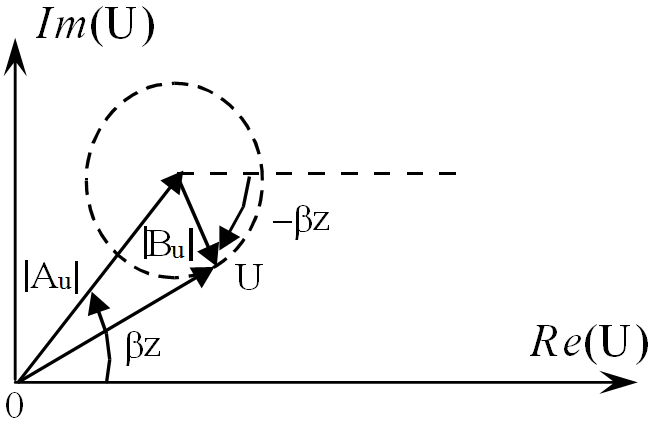
Рис.4. Векторная диаграмма напряжений в линии с отраженной волной

Отобразим напряжение на комплексной плоскости в виде векторной диаграммы, каждый из векторов которой определяет падающую, отраженную волны и результирующее напряжение (рис. 4). Из диаграммы видно, что существуют такие поперечные сечения линии, в которых падающая и отраженная волны складываются в фазе. Напряжение в этих сечениях достигает максимума, величина которого равна сумме амплитуд падающей и отраженной волн:
{\displaystyle U_{max}=|A_{U}|+|B_{U}|}.
Кроме того, существуют такие поперечные сечения линии, в которых падающая и отраженная волны складываются в противофазе. При этом напряжение достигает минимума:
{\displaystyle U_{min}=|A_{U}|-|B_{U}|}.

Если линия нагружена на сопротивление, для которого |Г| = 1, то есть амплитуда падающей и отраженной волн равны |BU| = |AU|, то в этом случае Umax = 2|AU|, а Umin = 0. 

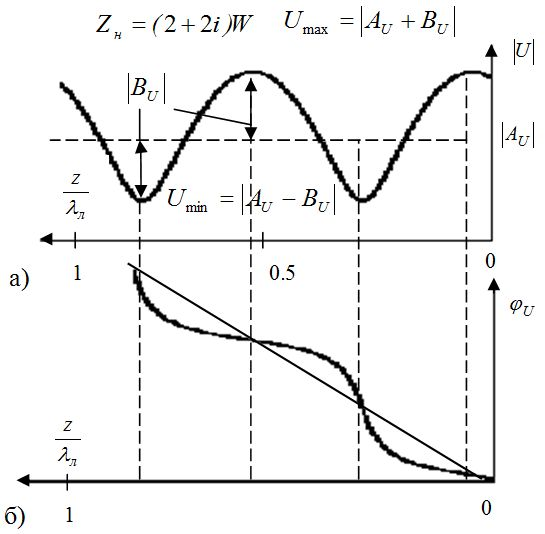
Рис.5. Эпюры распределения напряжения вдоль линии с отражённой волной. а) Модуль напряжения; б) фаза напряжения.

Напряжение в такой линии изменяется от нуля до удвоенной амплитуды падающей волны. На рис. 5 представлены эпюры изменения амплитуды и фазы напряжения вдоль линии при наличии отраженной волны.

## Коэффициенты бегущей и стоячей волны
По эпюре напряжения судят о степени согласования линии с нагрузкой. Для этого вводятся понятия коэффициента бегущей волны — kБВ и коэффициента стоячей волны kСВ:
| {\displaystyle k_{bv}={\frac {U_{min}}{U_{max}}}={\frac {\|A_{U}\|-\|B_{U}\|}{\|A_{U}\|+\|B_{U}\|}}={\frac {1-\|\Gamma \|}{1+\|\Gamma \|}}} | (17) |
| {\displaystyle k_{sv}={\frac {1}{k_{bv}}}}                                                                                                  | (18) |

Эти коэффициенты, судя по определению, изменяются в пределах:
| {\displaystyle 0\leqslant k_{bv}\leqslant 1}, | {\displaystyle 1\leqslant k_{sv}\leqslant \infty }. |

На практике наиболее часто используется понятие коэффициента стоячей волны, так как современные измерительные приборы (панорамные измерители kСВ) на индикаторных устройствах отображают изменение именно этой величины в определенной полосе частот.

## Входное сопротивление длинной линии
Входное сопротивление линии является важной характеристикой, которое определяется в каждом сечении линии как отношение напряжения к току в этом сечении:
| {\displaystyle Z_{BX}=R_{BX}+iX_{BX}}          |      |
| {\displaystyle Z_{BX}(z)={\frac {U(z)}{I(z)}}} | (19) |

Так как напряжение и ток в линии изменяются от сечения к сечению, то и входное сопротивление линии изменяется относительно её продольной координаты z. При этом говорят о трансформирующих свойствах линии, а саму линию рассматривают как трансформатор сопротивлений. Подробнее свойство линии трансформировать сопротивления будет рассмотрено ниже.

## Режимы работы длинной линии
Различают три режима работы линии:
1. режим бегущей волны;[7]
2. режим стоячей волны;[7]
3. режим смешанных волн.

### Режим бегущей волны
Режим бегущей волны характеризуется наличием только падающей волны, распространяющейся от генератора к нагрузке. Отраженная волна отсутствует. Мощность, переносимая падающей волной, полностью выделяется в нагрузке. В этом режиме BU = 0, | Г | = 0, kсв = kбв = 1.

### Режим стоячей волны
Режим стоячей волны характеризуется тем, что амплитуда отраженной волны равна амплитуде падающей BU = AU то есть энергия падающей волны полностью отражается от нагрузки и возвращается обратно в генератор. В этом режиме, | Г | = 1, kсв = {\displaystyle \infty }, kбв = 0.

### Режим смешанных волн
В режиме смешанных волн амплитуда отраженной волны удовлетворяет условию 0 < BU < AU то есть часть мощности падающей волны теряется в нагрузке, а остальная часть в виде отраженной волны возвращается обратно в генератор. При этом 0  < | Г | < 1, 1 < kсв < {\displaystyle \infty }, 0 < kбв < 1

## Линия без потерь
В линии без потерь погонные параметры R1 = 0 и G1 = 0. Поэтому для коэффициента распространения γ и волнового сопротивления W получим:
| {\displaystyle \gamma ={\sqrt {Z_{1}Y_{1}}}={\sqrt {(R_{1}+i\omega L_{1})(G_{1}+i\omega C_{1})}}=i\omega {\sqrt {L_{1}C_{1}}}}; {\displaystyle \alpha =0;~~\beta =\omega {\sqrt {L_{1}C_{1}}};~~W={\sqrt {\frac {Z_{1}}{Y_{1}}}}={\sqrt {\frac {L_{1}}{C_{1}}}}}. | (20) |

С учётом этого выражения для напряжения и тока (15) примут вид:
| {\displaystyle {\begin{matrix}U=U_{H}\cos(\beta z)&+&iI_{H}W\sin(\beta z)\\I=I_{H}\cos(\beta z)&+&i{\tfrac {U_{H}}{W}}\sin(\beta z)\end{matrix}}} | (21) |

При выводе этих соотношений учтены особенности гиперболических функций.
Рассмотрим конкретные примеры работы линии без потерь на простейшие нагрузки.

### Разомкнутая линия

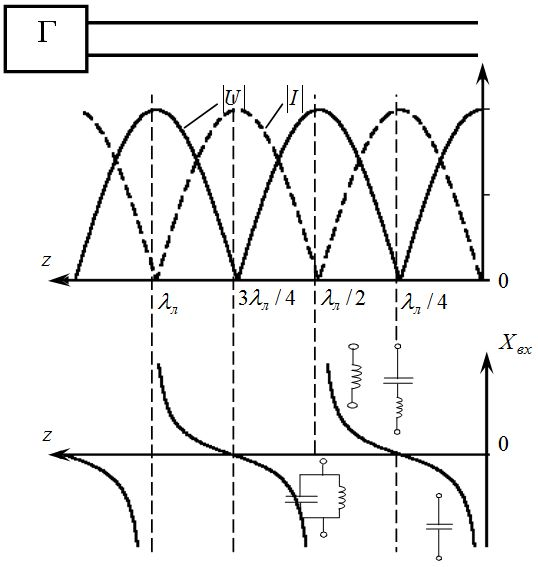
Рис.6. Эпюры напряжения, тока и входного сопротивления в открытой (разомкнутой) линии

В этом случае ток, протекающий через нагрузку равен нулю (IН = 0), поэтому выражения для напряжения, тока и входного сопротивления в линии принимают вид:
| {\displaystyle U=U_{H}\cos(\beta z);\quad I=i{\frac {U_{H}}{W}}\sin(\beta z)} {\displaystyle Z_{BX}={\frac {U}{I}}=-iW\operatorname {ctg} (\beta z)=iX_{BX}} {\displaystyle \beta ={\frac {2\pi }{\lambda }}} | (22) |

На рис.6 эти зависимости проиллюстрированы графически. Из соотношений (22) и графиков следует:
- в линии, разомкнутой на конце, устанавливается режим стоячей волны, напряжение, ток и входное сопротивление вдоль линии изменяются по периодическому закону с периодом λЛ/2;
- входное сопротивление разомкнутой линии является чисто мнимым за исключением точек с координатами z = nλЛ/4, n = 0,1,2,…;
- если длина разомкнутой линии меньше λЛ/4, то такая линия эквивалентна ёмкости;
- разомкнутая на конце линия длиной λЛ/4 эквивалентна последовательному резонансному на рассматриваемой частоте контуру и имеет нулевое входное сопротивление;
- линия, длина которой лежит в интервале от λЛ/4 до λЛ/2, эквивалентна индуктивности;
- разомкнутая на конце линия длиной λЛ/2 эквивалентна параллельному резонансному контуру на рассматриваемой частоте и имеет бесконечно большое входное сопротивление.

### Замкнутая линия

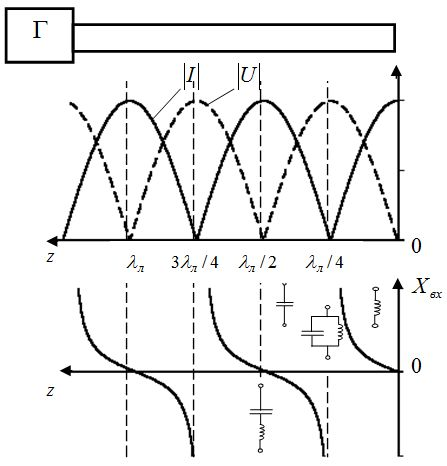
Рис.7. Эпюры напряжений, тока и входного сопротивления в короткозамкнутой линии

В этом случае напряжение на нагрузке равно нулю (UН = 0), поэтому напряжение, ток и входное сопротивление в линии принимают вид:
| {\displaystyle U=iI_{H}W\sin(\beta z);\quad I=I_{H}\cos(\beta z)} {\displaystyle Z_{BX}={\frac {U}{I}}=iW\operatorname {tg} (\beta z)=iX_{BX}} | (23) |

На рис.7 эти зависимости проиллюстрированы графически.
Используя результаты предыдущего раздела, нетрудно самостоятельно сделать выводы о трансформирующих свойствах короткозамкнутой линии. Отметим лишь, что в замкнутой линии также устанавливается режим стоячей волны. Отрезок короткозамкнутой линии, длиной меньше λЛ/4 имеет индуктивный характер входного сопротивления, а при длине λЛ/4 такая линия имеет бесконечно большое входное сопротивление на рабочей частоте.

### Ёмкостная нагрузка

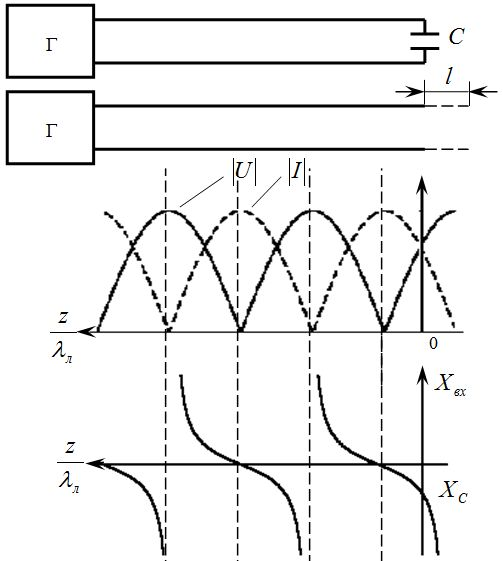
Рис.8. Эпюры напряжения, тока и входного сопротивления в линии, нагруженной на ёмкость

Как следует из анализа работы разомкнутой линии, каждой ёмкости C на данной частоте ω можно поставить в соответствие отрезок разомкнутой линии длиной меньше λЛ/4. Ёмкость C имеет ёмкостное сопротивление {\displaystyle iX_{C}=-{\tfrac {i}{\omega C}}}. Приравняем величину этого сопротивления к входному сопротивлению разомкнутой линии длиной l < λЛ/4:
{\displaystyle -{\tfrac {i}{\omega C}}=-iW\operatorname {ctg} (\beta l)}.
Отсюда находим длину линии, эквивалентную по входному сопротивлению ёмкости C:
{\displaystyle l={\tfrac {1}{\beta }}\operatorname {arctg} (\omega CW)}.
Зная эпюры напряжения, тока и входного сопротивления разомкнутой линии, восстанавливаем их для линии, работающей на ёмкость (рис.8). Из эпюр следует, что в линии, работающей на ёмкость, устанавливается режим стоячей волны.
При изменений ёмкости эпюры сдвигаются вдоль оси z. В частности, при увеличении ёмкости ёмкостное сопротивление уменьшается, напряжение на ёмкости падает и все эпюры сдвигаются вправо, приближаясь к эпюрам, соответствующим короткозамкнутой линии. При уменьшении ёмкости эпюры сдвигаются влево, приближаясь к эпюрам, соответствующим разомкнутой линии.

### Индуктивная нагрузка

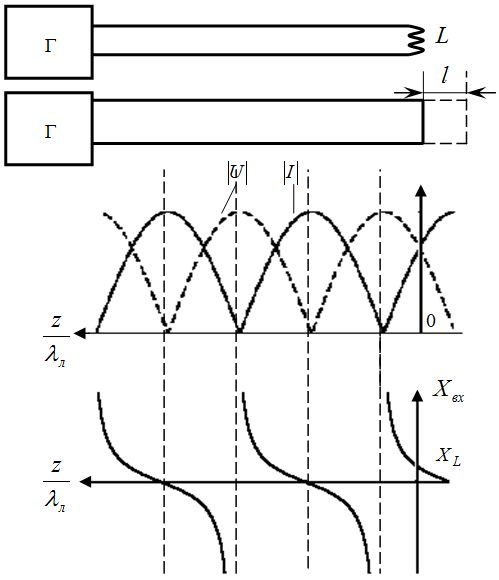
Рис.9. Эпюры напряжения, тока и входного сопротивления в линии, работающей на индуктивность

Как следует из анализа работы замкнутой линии, каждой индуктивности L на данной частоте ω можно поставить в соответствие отрезок замкнутой линии длиной меньше λЛ/4. Индуктивность L имеет индуктивное сопротивление iXЛ = iωL. Приравняем это сопротивление к входному сопротивлению замкнутой линии длиной λЛ/4:
{\displaystyle i\omega L=iW\operatorname {tg} (\beta l)}.
Отсюда находим длину линии l, эквивалентную по входному сопротивлению индуктивности L:
{\displaystyle l={\tfrac {1}{\beta }}\operatorname {arctg} (\omega {\tfrac {L}{W}})}.
Зная эпюры напряжения, тока и входного сопротивления замкнутой на конце линии, восстанавливаем их для линии, работающей на индуктивность (рис. 9). Из эпюр следует, что в линии, работающей на индуктивность, также устанавливается режим стоячей волны. Изменение индуктивности приводит к сдвигу эпюр вдоль оси z. Причем с увеличением L эпюры сдвигаются вправо, приближаясь к эпюрам холостого хода, а с уменьшением L — влево по оси z, стремясь к эпюрам короткого замыкания.

### Активная нагрузка
В этом случае ток и напряжение на нагрузке RН связаны соотношением UН = IНRН. Выражения для напряжения и тока в линии (21) принимают вид:
| {\displaystyle U=U_{H}\cos(\beta z)+iU_{H}{\tfrac {W}{R_{H}}}\sin(\beta z)} {\displaystyle I=I_{H}\cos(\beta z)+iI_{H}{\tfrac {R_{H}}{W}}\sin(\beta z)} | (23) |

Рассмотрим работу такой линии на примере анализа напряжения. Найдем из (23) амплитуду напряжения в линии:
| {\displaystyle \|U\|=U_{H}{\sqrt {\cos ^{2}(\beta z)+\left({\tfrac {W}{R_{H}}}\right)^{2}\sin ^{2}(\beta z)}}} | (24) |

Отсюда следует, что можно выделить три случая:
- Сопротивление нагрузки равно волновому сопротивлению линии RН = W [6][7];
- Сопротивление нагрузки больше волнового сопротивления линии RН > W;
- Сопротивление нагрузки меньше волнового сопротивления линии RН < W.

В первом случае из (24) следует |U| = UН, то есть распределение амплитуды напряжения вдоль линии остается постоянным, равным амплитуде напряжения на нагрузке. Это соответствует режиму бегущей волны в линии.